# 埃塞爾巴赫河 (薩爾魏河支流)
51°15′35″N 8°10′29″E / 51.25972°N 8.17472°E

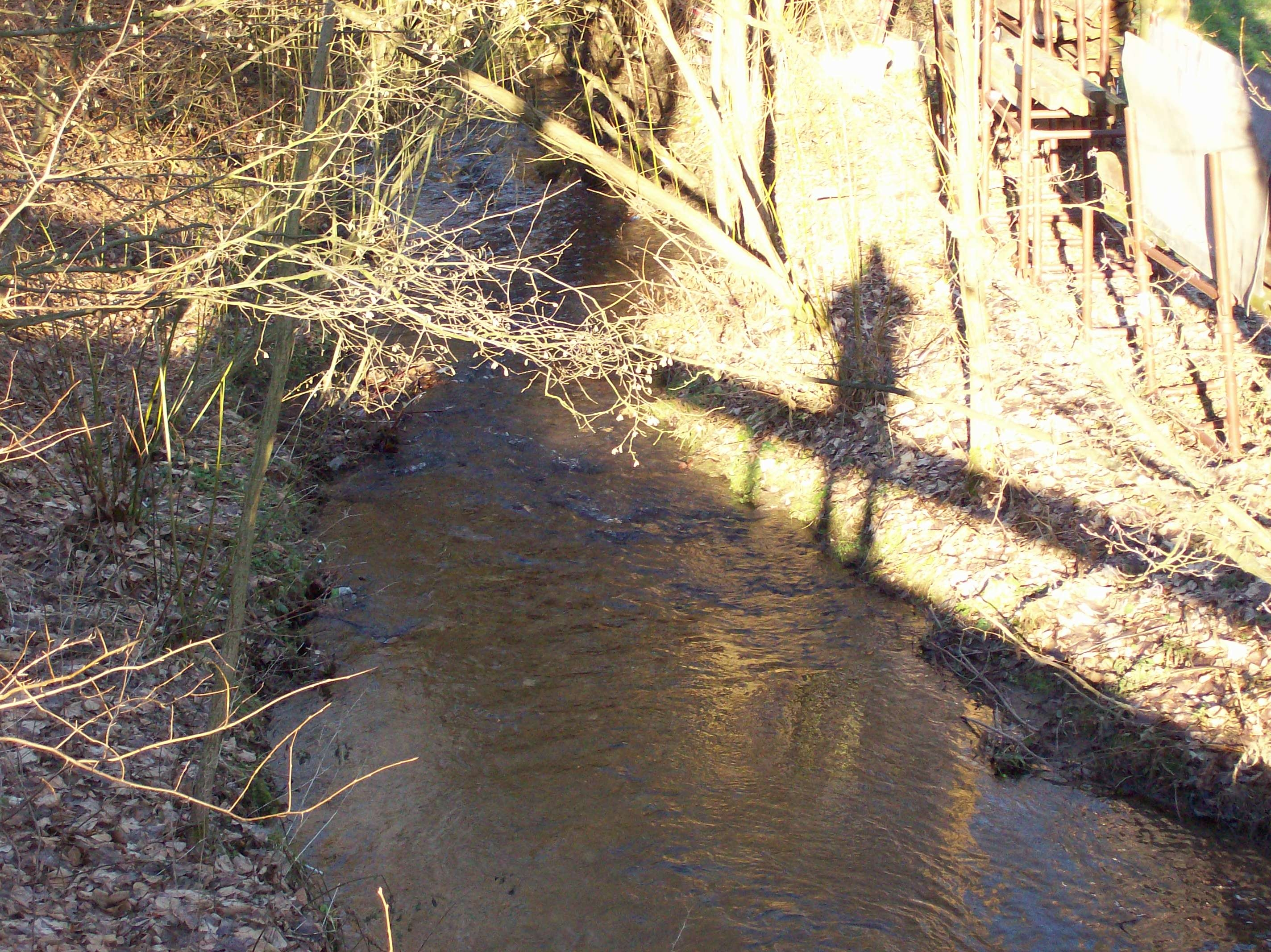

埃塞爾巴赫河（德語：Esselbach），是位於德國西部的河流，位於該國西部，流經北萊茵-威斯特法倫州，屬於薩爾魏河的右支流，河道全長10.4公里，流域面積為26.6平方公里。